# Nebahat Çehre
Nebahat Çehre (* 15. března 1944) je turecká herečka, modelka a zpěvačka, která byla zvolena jako Miss Turecka 1960. Je známá hlavně svou protagonistickou rolí Ayşe Hafsa Sultan v historické telenovele Velkolepé století (Muhteşem Yüzyıl, 2011-14).
Jako Miss Turecka reprezentovala Turecko v Miss World 1960 v Londýně. Mimo jiné také reprezentovala Turecko v Miss Universe 1965, které se konalo 24. července 1965 v Miami Beach.

## Mládí a rodina
Celým jménem Hilal Nebahat Çehre se narodila 15. března 1944 v Samsunu, ve městě u Černého moře na severu Turecka. Má gruzínské a lazské předky. Její otec İzzet Çehre byl právník a její matka Müzeyyen Çehre byla ženou v domácnosti. Poté, co její otec zemřel, se ona a její rodina přestěhovala ze Samsunu do největšího města Turecka, do Istanbulu. Tehdy bylo Nebahat pouhých 5 let. V Istanbulu se její ovdovělá matka znovu provdala za soudce, se kterým se pak v roce 1956 rozvedla. Po třetí se provdala na počátku 60. let za novináře Cahita Poyraze. S tím měla pak další děti a z Nebahat se stala malá stydlivá holka a uzavírala se do sebe. I přesto, že přišla tak brzy o otce, souhlasila s tím, že se její matka znovu provdala; brala to jako náhradu za otce, který jí velmi chyběl. Studovala na školách Fatih Kız Orta Okulu a Fatih Akşam Kız Sanat Okulu.
Nebahat měla staršího nevlastního bratra, jménem Nail Çehre (byl ze vztahu její matky, který měla před prvním manželstvím; později byl adoptován jejím otcem). Také měla mladšího bratra jménem Orhan Çehre a mladšího nevlastního bratra Tayyar Yıldız, z druhého manželství její matky.

## Filmografie

### Filmy
| Year | Title                       | Role                    | Notes |
| ---- | --------------------------- | ----------------------- | ----- |
| 1961 | Yaban Gülüm                 |                         |       |
| 1962 | Memnu Meyva                 |                         |       |
| 1962 | Meçhule Gidenler            |                         |       |
| 1962 | Gümüş Gerdanlık             | Nilgün                  |       |
| 1962 | Aşk Bekliyor                |                         |       |
| 1962 | Acı Hayat                   | Filiz                   |       |
| 1962 | Kanun Kanundur              |                         |       |
| 1962 | Esir Kuş                    |                         |       |
| 1962 | Sevimli Serseri             |                         |       |
| 1963 | İki Vatanlı Kadın           |                         |       |
| 1963 | Çiçeksiz Bahçe              |                         |       |
| 1963 | Barut Fıçısı                | Nur                     |       |
| 1963 | Bize de mi Numara           |                         |       |
| 1964 | Avanta Kemal                |                         |       |
| 1964 | İki Sene Mektep Tatili      |                         |       |
| 1964 | Güzeller Kumsalı            |                         |       |
| 1964 | Çöpçatanlar Kampı           |                         |       |
| 1964 | Dev Adam                    |                         |       |
| 1964 | Kral Arkadaşım              |                         |       |
| 1964 | Affetmeyen Kadın            |                         |       |
| 1964 | Kamalı Zeybek               |                         |       |
| 1964 | Lekeli Aşk                  |                         |       |
| 1964 | Dağ Başını Duman Almış      |                         |       |
| 1965 | Dağların Oğlu               |                         |       |
| 1965 | Silaha Yeminliydim          | Zeynep                  |       |
| 1965 | Şoförün Kızı                |                         |       |
| 1965 | Kardeş Belası               |                         |       |
| 1965 | Melek Yüzlü Caniler         |                         |       |
| 1965 | Silahların Sesi             | Selma                   |       |
| 1965 | Pişkin Delikanlı            |                         |       |
| 1965 | İçimizdeki Boşluk           |                         |       |
| 1965 | Dokuz Canlı Adam            |                         |       |
| 1966 | Kırık Hayatlar              | Gülşen                  |       |
| 1966 | Aslanların Dönüşü           |                         |       |
| 1966 | Aslanların Dönüşü           | Alangu                  |       |
| 1966 | Yalnız Adam                 |                         |       |
| 1966 | İntikam Fırtınası           |                         |       |
| 1966 | Büyük İntikam               |                         |       |
| 1966 | Dövüşmek Şart Oldu          |                         |       |
| 1966 | Eşrefpaşalı                 |                         |       |
| 1966 | Kibar Haydut                |                         |       |
| 1966 | At Avrat Silah              | Alicik                  |       |
| 1966 | Yedi Dağın Aslanı           |                         |       |
| 1967 | Felaket Kuşu                |                         |       |
| 1967 | Balatlı Arif                |                         |       |
| 1967 | Eşkiya Celladı              |                         |       |
| 1967 | Çirkin Kral Affetmez        |                         |       |
| 1968 | Pire Nuri                   | Hacıhüsrevli Melahat    |       |
| 1968 | Hacı Murat Geliyor          |                         |       |
| 1968 | Korkusuz Yabancı            |                         |       |
| 1968 | Parmaksız Salih             | Nazan                   |       |
| 1968 | Malkoçoğlu Kara Korsan      | Princess Dominica Elena |       |
| 1968 | Aşkların En Güzeli          |                         |       |
| 1968 | Kızıl Maske                 |                         |       |
| 1968 | Beyoğlu Canavarı            | Fariha                  |       |
| 1968 | Toprağın Gelini             |                         |       |
| 1968 | Seyyit Han                  |                         |       |
| 1969 | Demir Pençe                 |                         |       |
| 1969 | Zorro'nun İntikamı          |                         |       |
| 1969 | Zorro Kamçılı Süvari        |                         |       |
| 1969 | Zorro'nun Kara Kamçısı      |                         |       |
| 1969 | Zorro Dişi Fantoma'ya Karşı |                         |       |
| 1969 | Yayla Kızı Gül Ayşe         |                         |       |
| 1969 | Talihsiz Gelin              |                         |       |
| 1969 | Sürgünler                   |                         |       |
| 1969 | Kirli Yüzlü Melek           |                         |       |
| 1969 | Dikenli Hayat               |                         |       |
| 1969 | Demir Pençe Casuslar Savaşı |                         |       |
| 1969 | Namluda Üç Kurşun           |                         |       |
| 1969 | Çılgınlar Cehennemi         |                         |       |
| 1969 | Yılan Soyu                  | Ayfer                   |       |
| 1969 | Ringo Vadiler Kaplanı       |                         |       |
| 1969 | Ölüm Şart Oldu              |                         |       |
| 1969 | Nisan Yağmuru               |                         |       |
| 1969 | Namus Fedaisi               |                         |       |
| 1969 | Bir Çirkin Adam             |                         |       |
| 1970 | Fatoş Talihsiz Yavru        |                         |       |
| 1970 | Adsız Cengaver              |                         |       |
| 1970 | Yaşamak İçin Öldüreceksin   |                         |       |
| 1970 | Müthiş Türk                 |                         |       |
| 1970 | Günahsız Katiller           |                         |       |
| 1970 | Ecelin Gölgesinde           |                         |       |
| 1970 | Ana Gibi Yar Olmaz          |                         |       |
| 1970 | Kaderin Pençesinde          |                         |       |
| 1971 | Sürgünden Geliyorum         |                         |       |
| 1971 | İntikam Kartalları          |                         |       |
| 1971 | Elmacı Kadın                |                         |       |
| 1972 | Kan Dökmez Remzi            |                         |       |
| 1972 | Alçaklar Cehenneme Gider    | Nevin                   |       |
| 1972 | Aynı Yolun Yolcusu          | Tülin Aydan             |       |
| 1974 | Beş Tavuk Bir Horoz         |                         |       |
| 1975 | Yarış                       |                         |       |
| 1985 | Kahreden Gençlik            | Aynur                   |       |
| 1986 | Güneşteki Leke              |                         |       |
| 1987 | Eski Sevdalar Gibi          |                         |       |
| 1988 | Kimlik                      |                         |       |
| 1988 | Yaşamak                     |                         |       |
| 1992 | Yedikuleli Mihriban         |                         |       |
| 2002 | Kardelen                    |                         |       |
| 2002 | Gülüm                       |                         |       |
| 2002 | Zalim                       |                         |       |
| 2006 | Dün Gece Bir Rüya Gördüm    |                         |       |

### Televizní seriály
| Year       | Title             | Role              | Notes     |
| ---------- | ----------------- | ----------------- | --------- |
| 2001       | Yeni Hayat        | Asya Zeren        | TV series |
| 2004       | Haziran Gecesi    | Kumru Aydın       | TV series |
| 2006       | Candan Öte        | Nihan Özüm        | TV series |
| 2008       | Aşk-ı Memnu       | Firdevs Yöreoğlu  | TV series |
| 2011–2012  | Velkolepé století | Ayşe Hafsa Sultan | TV series |
| 2013       | A.Ş.K.            | Neslihan Vural    | TV series |
| 2014– 2015 | Kara Para Aşk     | Zerrin Denizer    | TV series |